# Engelepogon goedli
Engelepogon goedli är en tvåvingeart som först beskrevs av Friedrich Hermann Loew 1854.  Engelepogon goedli ingår i släktet Engelepogon och familjen rovflugor. Inga underarter finns listade i Catalogue of Life.